# PT-Mi-D
PT-Mi-D (cz. Protitanková mina dřevìná) – czechosłowacka przeciwgąsienicowa mina przeciwpancerna.
Kadłubem miny jest prostokątna drewniana skrzynka. Mina zawiera 6,2 kg trotylu. Zapalnik RO-1 powoduje wybuch pod naciskiem 200-450 kg. Zapalnik powoduje eksplozje ładunku pośredniego o masie 400 g TNT którego eksplozja powoduje wybuch ładunku głównego. Mina PT-Mi-D jest konstrukcją przestarzałą i prawdopodobnie nie jest już stosowana.